# Johann III. (Nassau-Saarbrücken)

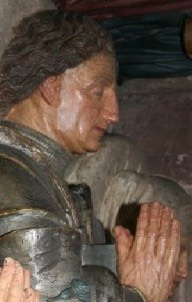
Kopf des liegenden Grafen Johann, Detail seines Epitaphs auf der Tumba in der Stiftskirche St. Arnual

Johann III. von Nassau-Saarbrücken (Johann II. von Nassau-Weilburg) (* 4. April 1423 in  Kirchheimbolanden; † 25. Juli 1472 in Vaihingen) war Graf von Nassau-Saarbrücken, Herr zu Heinsberg, Diest und Sichem und Burggraf von Antwerpen.

## Familie
Er war ein Sohn von Philipp I. von Nassau-Saarbrücken-Weilburg und Elisabeth von Lothringen. Ein älterer Bruder war Philipp II., eine jüngere Schwester war Margarethe.

## Leben
Bereits als Kind verlor er seinen Vater. Die Mutter hat für ihn und seinen Bruder zunächst die Regentschaft übernommen. Sie konnte nicht ohne Mühen das Erbe bewahren. Johann wurde zeitweise in Paris erzogen. Nach der Mündigkeit des Bruders 1438 schloss die Mutter mit ihren Söhnen einen Vertrag über ihre zukünftige standesgemäße Lebensweise. Bis zur Mündigkeit Johanns 1442 behielt sie die Landesverwaltung. Danach schlossen die Brüder einen Teilungsvertrag bei dem Johann die Grafschaft Saarbrücken und Philipp die rechtsrheinischen Besitzungen von Nassau-Weilburg erhielt. Kirchheim und die Herrschaften auf dem Gaue und vor dem Donnersberg verblieben im Besitz beider Brüder. So kam es zur Entstehung der Linien Nassau-Weilburg und Nassau-Saarbrücken. Friedrich III. belehnte Johann auf dem Reichstag in Frankfurt 1442 mit den Reichslehen.
Zu Johanns Besitzungen gehörten auch Commercy und Moley sowie andere Bar'sche Lehen. Bereits 1444 verkaufte Johann seine Anteile an der Herrschaft Commercy für 42.000 Gulden an Markgraf Louis de Pont-à-Mousson, den Sohn und Statthalter des Herzogs von Lothringen und Bar. Dabei erwarb er auf der anderen Seite die Pfandschaft über Saargemünd. Deren Ablösung erfolgte erst fünfundzwanzig Jahre später.
Johann hat gute Beziehungen zu den Nachbarn Lothringen, dem Hochstift Metz und der Stadt Metz aufgebaut. Ein großes Problem zu seiner Zeit war die Unsicherheit der Straßen durch Wegelagerer. Graf Johann erneuerte 1441 mit dem Bischof von Straßburg sowie mit den Grafen von Bitsch und Veldenz ältere Geleitverträge.
Mit Friedrich von Bitsch fiel er 1451 in das Amt Nanstein ein. Zusammen mit Kurfürst Friedrich von der Pfalz wurde 1452 die Burg Lützelstein nach langer Belagerung erobert. Die Grafschaft Lützelstein kam daraufhin an Kurpfalz.
Langwieriger waren die teilweise zusammen mit seinem Bruder ausgetragenen Fehden mit Pfalz-Zweibrücken. Anfangs hatte Johann sich um gute Beziehungen bemüht und es wurden verschiedene Verträge abgeschlossen. Der offene Konflikt begann 1452 mit dem Überfall des Pfalzgrafen Stephan auf Saarbrücken und Diemeringen. Vorübergehend konnte der Konflikt auch durch Vermittlung durch den Bruder Philipp beigelegt werden. Im Jahr 1455 schlossen die Brüder Philipp und Johann ein Schutz- und Trutzbündnis mit Pfalzgraf Ludwig dem Schwarzen.
Er hatte sich bereits 1450 mit seiner ersten Frau, Johanna von Loon-Heinsberg, die damals noch im Kindesalter war, einer Nichte der Ehefrau seines Bruders, verlobt. Die Heirat fand 1456 statt, als sie mündig geworden war. Seine Frau war die hinterlassene Erbtochter Johanns IV. von Loon und der Johanna von Diest. Durch eine Heirat hatte er Aussicht, die Herrschaft Heinsberg und den Besitz der Herren von Diest an der Maas und am Niederrhein in seinen Besitz zu bringen. Bevor die Heirat stattfand, wurde ihm 1455 die Herrschaft über die Besitzungen seiner zukünftigen Frau übertragen. Streit zwischen ihm und seinem Bruder Philipp gab es um den Besitz der Herrschaft Löwenburg, auf die auch dessen Frau Erbansprüche geltend machte. Schließlich einigte man sich gütlich. Er betitelte sich nun als Herr zu Heinsberg, Diest und Sichem und Burggraf von Antwerpen. Hinzu kamen 1460 Lehen im Raum Lüttich. Um die Heinsberger Besitzungen kam es zu Irrungen mit Johann IV. von Nassau-Diez, dessen Frau ebenfalls Erbansprüche daran hatte.
Im Jahr 1460 kam es zu einer Fehde mit Pfalzgraf Ludwig dem Schwarzen von Zweibrücken. Der Bruder Philipp wurde bei einem Überfall auf Kirchheim gefangen genommen. Der Versuch Johanns ihn zu befreien scheiterte. Johann belagerte Meisenheim, den bevorzugten Aufenthaltsort des Herzogs. Karl von Baden vermittelte 1461 ein Ende des Konflikts.
Beim Streit um die Besetzung des Mainzer Erzbischofsstuhls (Mainzer Stiftsfehde) unterstützten die Brüder ihren Verwandten Adolf von Nassau auch im Auftrag von Kaiser Friedrich III. und Papst Pius II. bei der Vertreibung des abgesetzten Diether von Isenburg. Der daraufhin ausbrechende Krieg richtete sich auch gegen den Kurfürsten Friedrich von der Pfalz, der Isenburg unterstützte. Ein Heer der Verbündeten marschierte auf Heidelberg, wurde aber am 30. Juni 1462 bei Seckenheim vollständig geschlagen. Adolf von Nassau mit seinen Verbündeten aus dem Haus Nassau, unter ihnen auch Johann und Philipp, nahmen am 28. Oktober Mainz im Sturm. Diether von Isenburg musste aus der Stadt fliehen und verlor seine Herrschaft.
In der Folge entwickelten sich die Ereignisse friedlicher und Johann und seine Gemahlin reisten 1463 in die niederländischen Besitzungen. Dabei wurde auch die Vermählung seiner Tochter Elisabeth mit Wilhelm von Jülich-Berg, einem Sohn Herzog Gerhards von Jülich-Berg vereinbart. Im Jahr 1466 kam es mit Johann IV. von Nassau-Diez hinsichtlich der heinsbergischen Besitzungen zu einem vorläufigen Vergleich. Seit 1467 war Johann Mitglied des Rates von Kurmainz und Schirmvogt des Erzstiftes. Im Jahr 1469 forderte ihn Kaiser Friedrich III. zur Teilnahme am Reichstag in Regensburg auf.
Im Jahr 1470 erneuerte Johann die Fehde mit Ludwig dem Schwarzen. Einen Befehl des Kaisers, davon abzusehen, hat Johann nicht beachtet. Zunächst fiel der Pfalzgraf im Köllertal ein. Im Gegenzug eroberten Johann und Kurfürst Friedrich von der Pfalz 1471 Lambsheim, die leiningische Residenz Dürkheim und bedrohten die veldenzische Residenz Meisenheim und zwangen Ludwig zur Aufgabe. Im selben Jahr kam es auf Schloss Heidelberg zur Aussöhnung beider Seiten.
Nach dem Ende der Fehde lud er seine Verbündeten nach Saarbrücken ein und veranstaltete im September 1471 ein großes Turnier. Im November 1471 wurde die im Wasgau gelegene Burg Ober-Wasigenstein als vorgebliche Raubritterburg erobert.

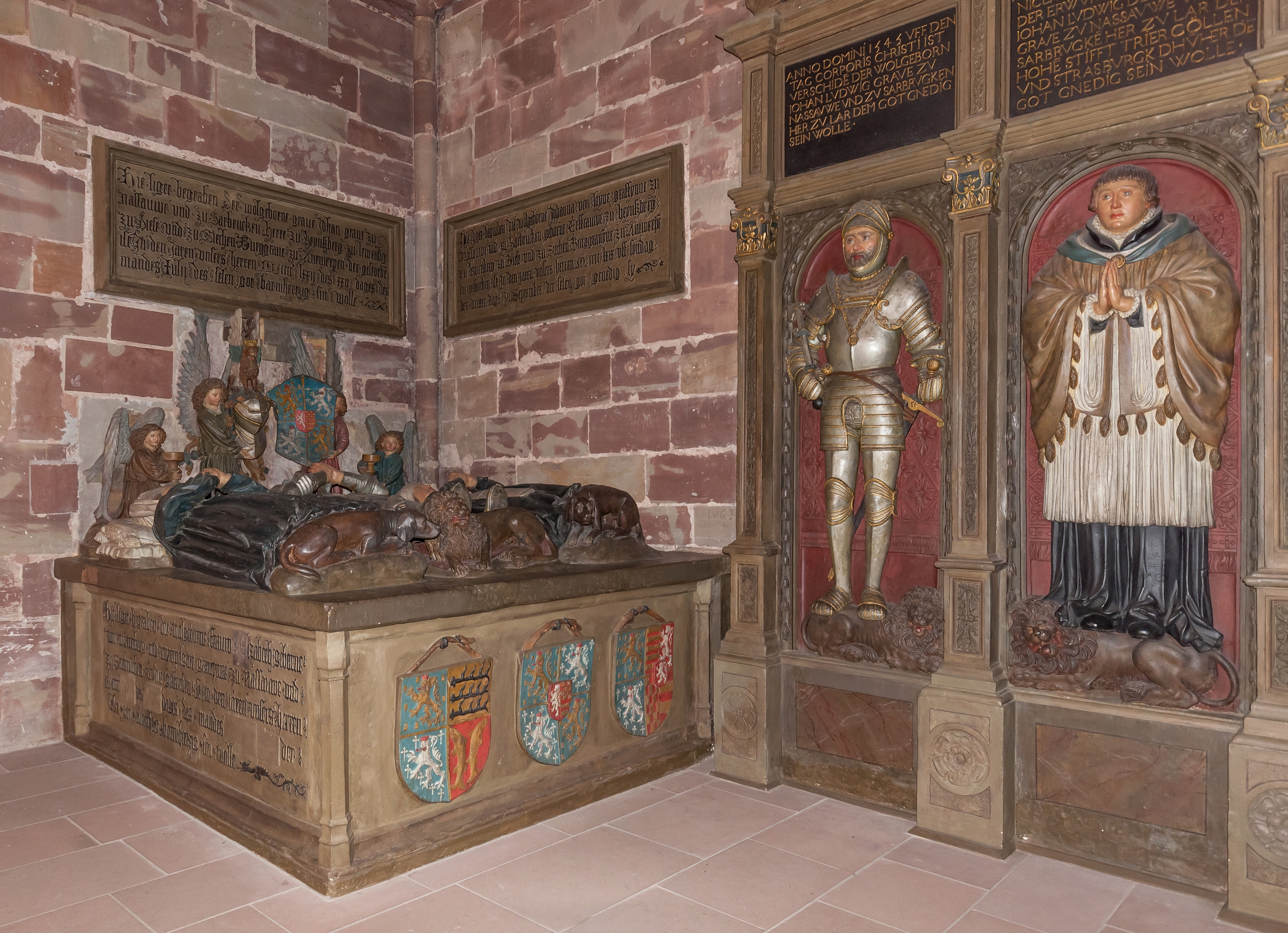
Tumba (links) mit Wappen Johanns und seiner Gemahlinnen

Johann starb auf einer Reise zu den Verwandten seiner zweiten Frau nach Württemberg. Seine Witwe stiftete ein Grabmal in der Stiftskirche St. Arnual, das als bedeutende Arbeit der Spätgotik im Saarland gilt. Auf einer Tumba liegt eine Figur des Grafen, zur Rechten und zur Linken begleitet von den Figuren seiner beiden Ehefrauen.

## Ehen und Nachkommen
Johann hatte Nachkommen aus zwei Ehen und außerehelichen Beziehungen.
Aus der 1456 geschlossenen ersten Ehe mit Johanna von Loon-Heinsberg (1443–1469) gingen zwei Töchter hervor:
- Elisabeth (1459–1479), Erbin der Herrschaft Heinsberg, ⚭ 1472 Herzog Wilhelm von Jülich-Berg
- Johanna (1464–1521), ⚭ 1481 Herzog Johann I. von Pfalz-Simmern

Aus der 1470 geschlossenen zweiten Ehe mit Elisabeth (1447–1505), Tochter von Graf Ludwig I. von Württemberg-Urach, ging der postum geborene Sohn und Nachfolger hervor:
- Johann Ludwig (1472–1545), ⚭ I.1492 Elisabeth Pfalzgräfin von Zweibrücken (1469–1500), ⚭ II. 1507 Katharina Gräfin von Moers-Saarwerden († 1547)

Darüber hinaus zeugte Johann außereheliche Kinder:
- Johann († 1463)
- Magister Johann von Nassau, Kanonikus und Kustor zu St. Arnual († 1494)
- Heinrich von Nassau († 1514)

## Belege
1. ↑  Zur Person vgl. Nassau-Saarbrücken Johanna von in der Datenbank Saarland Biografien.
2. ↑  Bernd Gölzer: Graf Johann Ludwigs von Nassau-Saarbrücken Tagebuch und Kalender 1509. In: Saarländische Familienkunde. Band 12, Saarbrücken 2014, S. 335–354.
3. ↑  Zur Person vgl. Nassau-Saarbrücken Elisabeth von in der Datenbank Saarland Biografien.

| Vorgänger  | Amt                                   | Nachfolger    |
| ---------- | ------------------------------------- | ------------- |
| Philipp I. | Graf von Nassau-Saarbrücken 1442–1472 | Johann Ludwig |

| Personendaten    | Personendaten                                                         |
| ---------------- | --------------------------------------------------------------------- |
| NAME             | Johann III.                                                           |
| ALTERNATIVNAMEN  | Johann III. von Nassau-Saarbrücken; Johann II. von Nassau-Saarbrücken |
| KURZBESCHREIBUNG | Graf von Saarbrücken                                                  |
| GEBURTSDATUM     | 4. April 1423                                                         |
| GEBURTSORT       | Kirchheimbolanden                                                     |
| STERBEDATUM      | 25. Juli 1472                                                         |
| STERBEORT        | Vaihingen                                                             |